# Kostel svatého Vitála (Włocławek)
Kostel svatého Vitála (nebo Vitalise) ve Wloclawku je  nejstarší zachovalá památka v polském městě Wloclawku v Kujavsko-pomořském vojvodství. Původně fungoval jako dočasná katedrála (1333–1411), dnes je to seminární kostel kněžského semináře. Zasvěcen je svatému Vitalisovi Milánskému.

## Historie a popis
Kostel byl postaven v gotickém stylu. Jedná se o jednolodní budovu z pálených cihel s vnějšími opěráky, kněžiště ve tvaru mnohoúhelníku je odkloněno od osy doleva, což má připomínat umírání Ježíše na kříži. Interiér má žebrovou klenbu.
Kostel založil biskup Maciej z Gołańcze v roce 1330, tedy ihned po roce 1329, kdy Řád německých rytířů vypálil starou katedrálu u Visly. V letech 1330–1411, tj. až do dokončení stavby nové baziliky, sloužil kostel sv. Vitála (Vitalise) jako dočasná katedrála, poté byl předán do užívání nedalekému špitálu. Obě instituce byly ve správě kapituly, ta však odmítala nést finanční náklady, protože tvrdila, že jestliže kostel dal postavit biskup, je jeho povinností o něj pečovat. Stav budovy se rychle zhoršoval, už v 15. století byl kostel zcela zničený, vykradený a vyžadoval důkladnou obnovu. Biskup Władysław Oporowski vyhlásil sbírku na rekonstrukci kostela, dokonce vyhlásil speciální odpustek pro dárce. Není však známo, zda zamýšlená renovace skutečně proběhla. Zdroje uvádějí, že asi o 100 let později, v letech 1534–1544, kanovník Tobiasz Janikowski opravil celý kostel na vlastní náklady. Stávající plochý dřevěný strop nahradil cihlovou gotickou žebrovou klenbou, která se zachovala dodnes.
Kněžský seminář založený v roce 1569 částečně obsadil budovy špitálu a kostela. Kostel obklopený obezděným hřbitovem stál poněkud stranou od seminárních budov, po roce 1717 byla ze severní strany kněžiště přidána malá sakristie a věž přeměněna na zvonici.
V roce 1843 byl postaven nový seminář. Obě budovy byly spojené, ze semináře se do kostela vstupovalo chodbou, stále však byl otevřen věřícím. Teprve od roku 1866 se používal výhradně pro seminář (věřící se tam shromažďovali pouze na druhou květnovou neděli, kdy se vydávaly odpustky sv. Vitalise, a sporadicky za jiných okolností).
Během 19. a 20. století byl kostel několikrát opraven a vymalován, změnila se i vnitřní výzdoba. V letech 1851–1853 byl zrekonstruován pod vedením prefekta semináře Františka Płoszczyńského. Stará čtyřhranná věž byla obložena železným plechem, kupole pokrytá měděným plechem byla opravena zevnitř. V roce 1888 byla postavena nová věž v neogotickém slohu podle návrhu Konstanteho Wojciechowského, i ta byla pokryta měděným plechem.
V letech 1854, 1873 a 1895 byl kostel vymalován (polychromně). Oltáře a obrazy v oltářích se také velmi často měnily, obvykle byl v kostele hlavní oltář a dva boční oltáře. V roce 1880 byly do čtyř oken umístěny vitráže, které však byly v roce 1903 nahrazeny čirým sklem, pravděpodobně pro lepší přirozené osvětlení kostela.
V letech 1930–1934 došlo k další rekonstrukci kostela. Vnitřní zdi byly nově omítnuty; žebra, která byla během baroka částečně odříznuta, byla doplněna; chór byl odstraněn a nahrazen novým v části seminární chodby; na hlavní oltář byl umístěn cenný gotický triptych přibližně z roku 1460.
V roce 1936 byly instalovány nové varhany postavené wroclawskou firmou S. Truszczyński, které se používají dodnes.
Během okupace byl kostel považován za německý, sloužily se v něm nedělní mše pro německé vojáky.
V letech 1971–1972 proběhla poslední důkladná renovace kostela. Dostal novou keramickou střechu, byly vyměněny poškozené cihly ve zdech a rekonstruovány vnější ozdobné prvky. Díky tomuto úsilí získaly původní krásu dva gotické cihlové portály: jeden rámuje hlavní vchod do kostela (z chodby semináře), druhý zdobí boční vchod v severní straně. Okna byla zasklena terčíky v olověné mřížce, veškerou starou výzdobu nahradila nová v moderním stylu: žulový hlavní oltář, dřevěný oltář pod tabernáklem, kazatelna, lavice, dveře, lustry. V současné době má kostel minimalistickou výzdobu, ale bez zbytečných dekorativních prvků vypadá působivě a světle. Z předchozího neogotického interiéru zůstala pouze signatura na zdi naproti hlavnímu vchodu. V roce 2000 byla vyměněna střecha a zavěšen nový zvon, v roce 2002 byl opraven interiér a nainstalováno nové ozvučení.

## Galerie

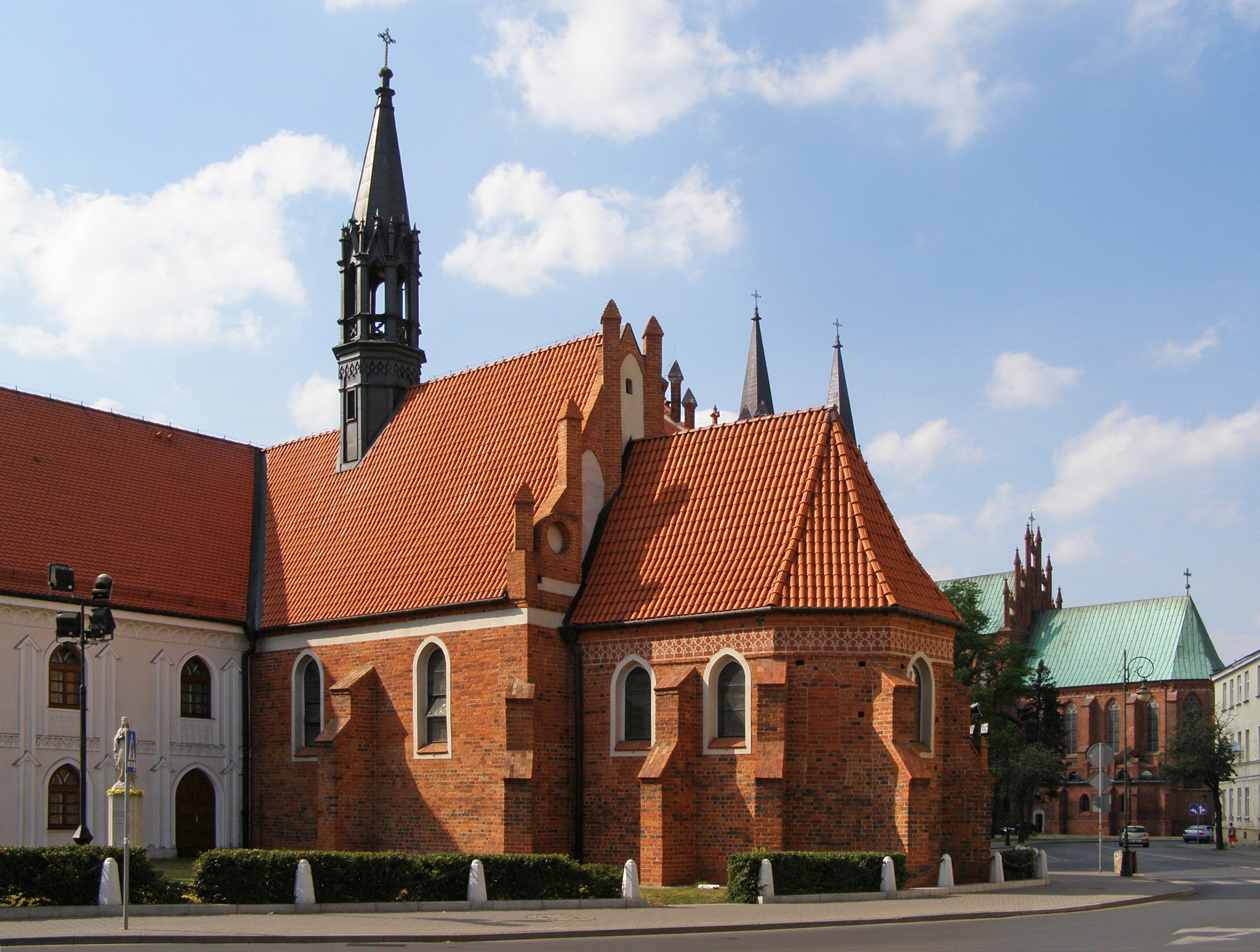
Kostel sv. Vitalise: různé pohledy
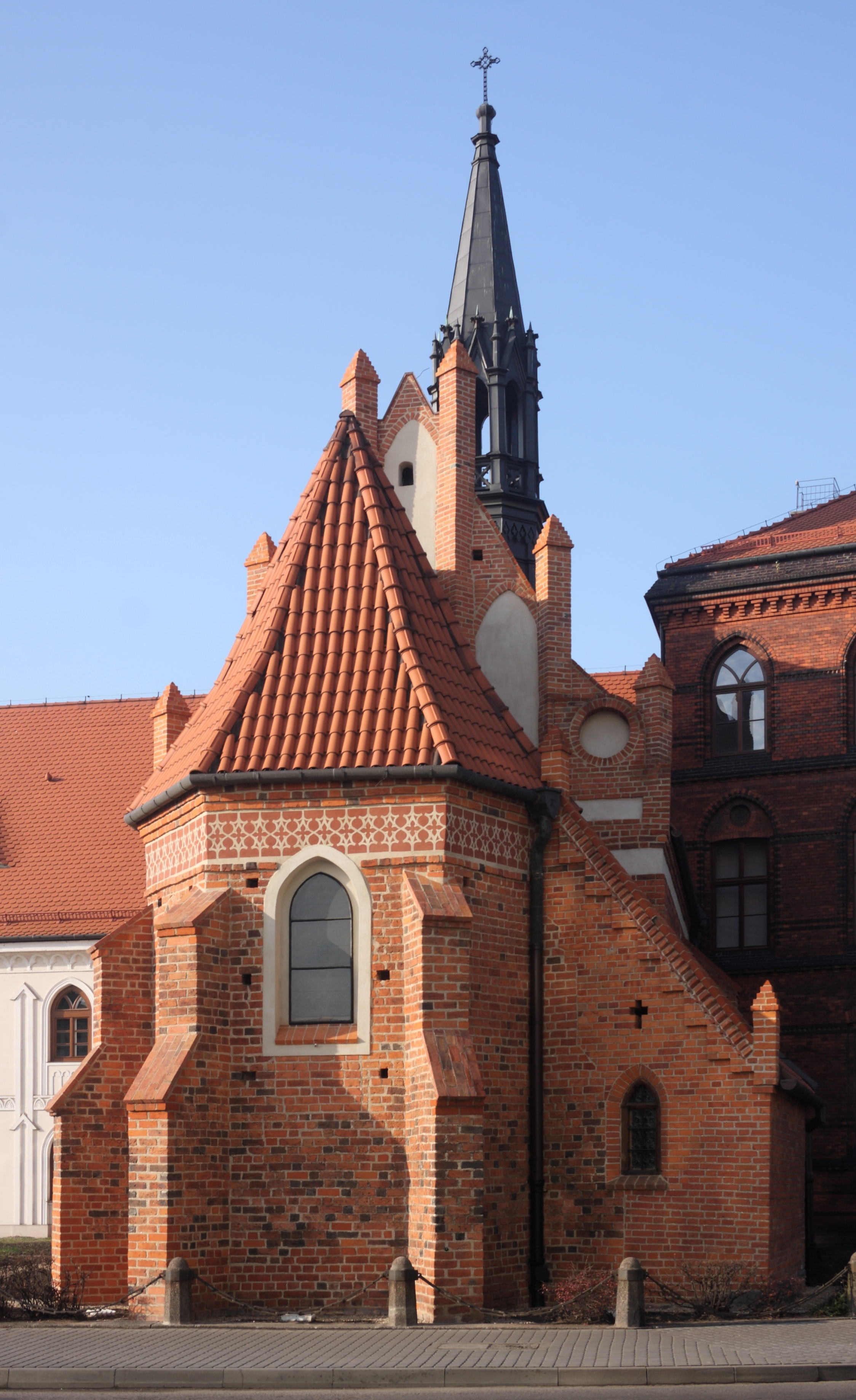
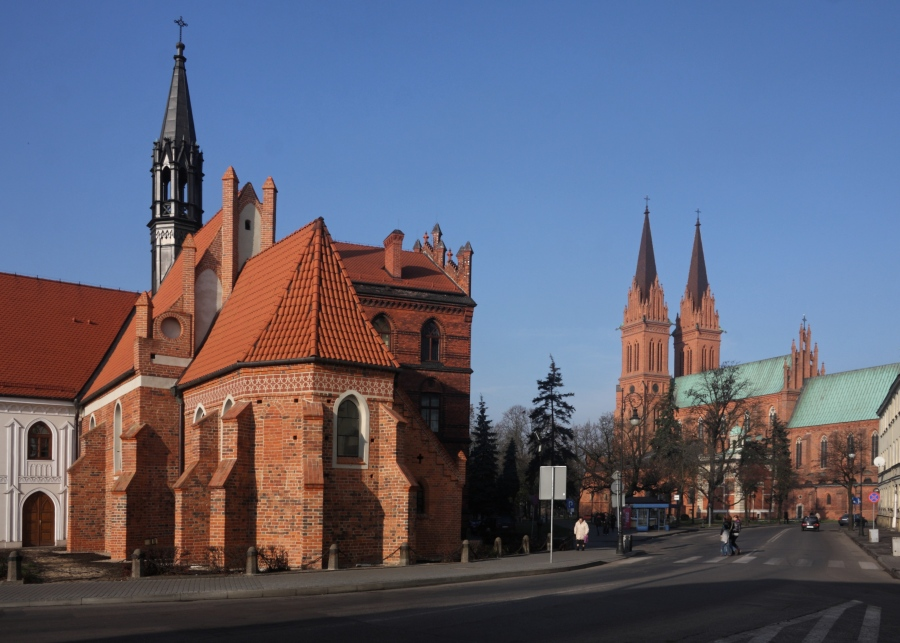
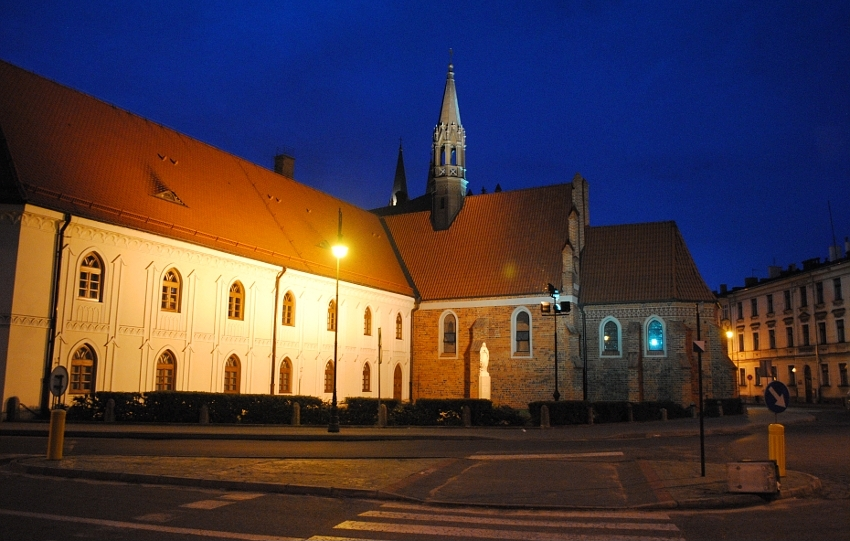
Osvětlení